# 유라 (기업)
주식회사 유라는 자동차의 와이어링하네스 핵심 소재인 전선, 커넥터, 릴레이 등을 생산하는 자동차 전장부품 전문 기업이다.